# Ekamobil
Ekamobil war eine deutsche Automarke.

## Unternehmensgeschichte
Das Unternehmen Ing. Erhard Brandis aus Berlin begann 1908 mit der Produktion von Automobilen. 1914 endete die Produktion.

## Fahrzeuge
Alle Modelle waren Dreiräder.
Das erste Modell aus der Zeit bis 1911 wurde System Krautwurst genannt. Es basierte auf einem Motorrad. Das einzelne Hinterrad wurde ersetzt durch eine Achse. Darauf befand sich eine Sitzbank für zwei Personen. Dadurch wurde das Fahrzeug wesentlich länger als vorher. Der Lenker wäre nicht mehr erreichbar gewesen. Stattdessen gab es einen langen Lenkbebel.
1912 folgten Fahrzeuge, die mehr nach Personenkraftwagen aussahen. Das einzelne Rad befand sich weiterhin vorne. Der Motor war hinter dem Vorderrad montiert und trieb die Hinterachse an. Die Motorleistung betrug entweder 2 PS, 6 PS oder 6 bis 7 PS. Eine andere Quelle nennt einen V2-Motor mit 498 cm³ Hubraum und 7 PS Leistung. Die offene Karosserie mit seitlicher Karosserie und einer oder zwei Türen bot Platz für zwei Personen. Gelenkt wurde mit einem Lenkrad. Bei der Ausführung Kaisertype war der Motor vollverkleidet, bei der Sporttype dagegen nur teilweise. Eine Abbildung der Sporttype zeigt Windschutzscheibe und Verdeck.